# Кабир, Шерали
Шерали Кабир (тадж. Шералӣ Кабир, при рождении Шерали Кабиров Олимович, тадж. Кабиров Шералӣ Олимович 22 ноября 1971 года, Калаихум) — министр промышленности и новых технологий Таджикистана. Доктор экономических наук.

## Биография
Шерали Кабир родился 22 ноября 1971 года в посёлке Калаихум Дарвозского района Горно-Бадахшанской области в семье служащих. В 1989 году закончил среднюю школу № 1 имени А. Джураева Дарвозского района с золотой медалью. В 1989 году поступил в Новосибирский институт советской кооперативной торговли. В 1993 году окончил полный курс Таджикского государственно-кооперативного коммерческого института с красным дипломом.

## Трудовая деятельность
После окончания института, с сентября 1993 года по декабрь 1994 года работал в кооперативе «Сигнал» при заводе Спецавтоматика города Душанбе в должности заместителя председателя по коммерческим вопросам.
С декабря 1994 года по февраль 1999 года работал вице — президентом по коммерческим вопросам в Акционерном обществе «Теннис» в городе Душанбе.
С февраля 1999 года по март 2001 года работал специалистом первой категории, главным специалистом, начальником отдела в Управлении межгосударственных отношений и материально-технических ресурсов, Госконтрактторг Республики Таджикистан. С марта по май 2001 года работал главным специалистом Управления торговли, туризма и биржевой деятельности.
С мая 2001 года по июнь 2003 года работал начальником управления биржевых торгов промышленной продукции ТУТ СБ.
С июня 2003 года по январь 2005 года работал в ОАО «Ориёнбанк» в должностях начальника ОПЕРУ, директора департамента ОДМО, заместителя председателя ОАО «Ориёнбанк».
В июле-августе 2003 года успешно прошел курсы повышения квалификации для специалистов по банкротству и финансовому оздоровлению в Международном банковском институте Санкт-Петербурга.
10 января 2005 года был принят первым заместителем директора на Таджикский Алюминиевый завод.
1 сентября 2007 года назначен директором по коммерции и финансам Государственного унитарного предприятия «Таджикская Алюминиевая Компания» (ТАЛКО ).
С 2015 по 2020 годы Председатель Совета директоров ГУП «Таджикская алюминиевая компания».
3 ноября 2020 года назначен Министром промышленности и новых технологий Республики Таджикистан.
После назначения, он представил «Программу ускоренной индустриализации Таджикистана на 2020—2025 годы», согласно которой, в республике за несколько лет в 2,5 раза повысят уровень производства.
Уже в 2021 году власти Таджикистана заявили, что впервые за годы независимости соотношение экспорта и импорта было положительным в пользу экспорта на 5 %.

## Награды и премии
- Орден «Шараф» первой степени
- Юбилейная медаль «30 лет государственной независимости Республики Таджикистан»

## Семья
Женат, имеет пять детей.